# Brasilândia de Minas
Brasilândia de Minas é um município brasileiro da Região Noroeste do estado de Minas Gerais.

## História
Possui, após 21 anos de emancipação, população de 15 020 habitantes.  Localizado em posição estratégica em relação à Brasília, conta com terras férteis para o cultivo, o que faz do município um grande produtor de especiarias e grãos, além da pecuária que tem destaque na economia brasilandense.[carece de fontes?]